# ریبوت جی و باب ساکت
ریبوت جی و باب ساکت (انگلیسی: Jay and Silent Bob Reboot) یک فیلم سینمایی آمریکایی در ژانر کمدی و فیلم زوج هنری محصول سال ۲۰۱۹ میلادی به نویسندگی ، کارگردانی ، تدوین و بازیگری کوین اسمیت است. اسمیت با اشاره به کمدی خود در سال ۲۰۰۱ با جی و باب ساکت پاتک می‌زنند ، این فیلم را "به معنای واقعی کلمه دوباره" توصیف کرده است.  بازیگران اصلی این فیلم جیسون موس، برایان اوهالوران ، جیسون لی ، جاستین لانگ ، شانون الیزابت ، رزاریو داوسون ، وال کیلمر ، ملیسا بنویست ، کریگ رابینسون ، تامی چونگ ، مت دیمون و بن افلک می‌باشند.   

## داستان
هنگامی که جی و باب ساکت متوجه می‌شوند هالیوود قصد دارد یک فیلم قدیمی بر اساس زندگی آنها را ریبوت کند ، این دو ماموریتی را برای متوقف کردن این پروژه آغاز می‌کنند و… 

## فیلمبرداری
فیلمبرداری در ابتدا قرار بود از اواسط سال ۲۰۱۷ آغاز شود ،  سپس به اوت ۲۰۱۸ منتقل شد ،  سپس به نوامبر همان سال.  پس از تاخیرهای مختلف ، سرانجام فیلمبرداری در ۲۵ فوریه ۲۰۱۹، در نیواورلئان  آغاز شد. 
تصویربرداری اصلی در تاریخ ۲۷ مارس ۲۰۱۹ ، پس از ۲۱ روز فیلمبرداری به پایان رسید. 